# Skällko

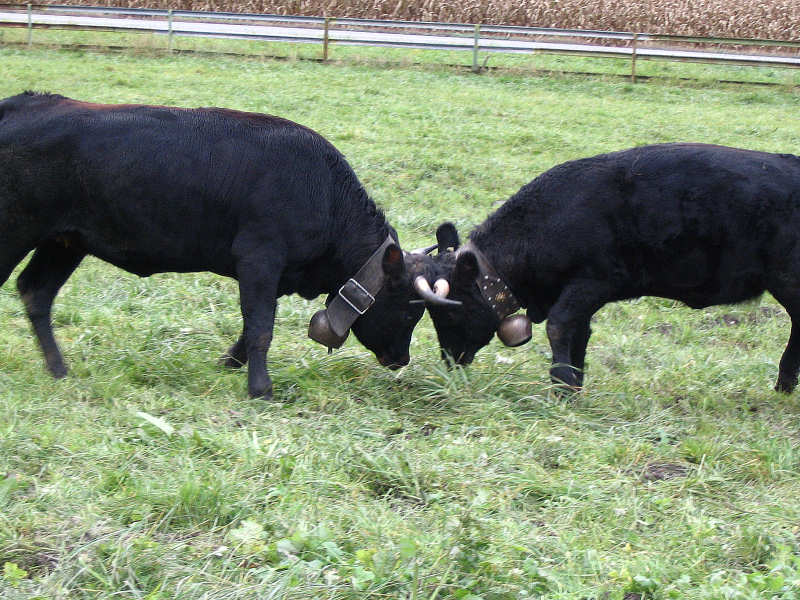
Konfrontation

Skällko kallas den ko, som bär skälla när flocken är på naturbete.
När kor förr släpptes på bete i skogen, behövde man veta var korna höll hus. Man tog då en koskälla och fäste den med en läderrem eller en tralj om halsen på flockledaren. Gårdarna hade olika klang i skällorna så att man kunde särskilja flockarna.
Kor har som andra flockdjur en rangordning i flocken. Den upprätthålls genom stångande vid en konfrontation. Beteendet är ägnat att minska strider inom gruppen. En van djurskötare kan lätt urskilja rangordningen i en flock.